# 李可 (1980年)
李可（1980年11月—），中華人民共和國政治人物，河南柘城人。博士研究生学历。现任鹤壁市市长。

## 生平
2021年9月，任中共安阳市委常委、龙安区委书记；
2023年4月，任中共鹤壁市委常委、市政府常务副市长；
2024年1月，中共鹤壁市委副书记，市政府党组书记、代市长。2024年3月，鹤壁市市长。